# Agence des médicaments du Canada
L'Agence des médicaments du Canada ou AMC (en anglais : Canada's Drug Agency ou CDA) est une agence de santé du gouvernement fédéral chargée de coordonner et d'harmoniser les politiques pharmaceutiques dans l'ensemble des provinces et des territoires.
L'AMC fournit des conseils fondés sur des données probantes aux divers organismes de soins de santé du Canada, leur permettant de prendre des décisions politiques éclairées concernant les médicaments et autres technologies de la santé, en collaboration avec des partenaires internationaux. Le rôle de l'AMC va au-delà de celui de Santé Canada dans la mesure où l'AMC peut fournir des recommandations qui tiennent compte des facteurs outre la sécurité et la qualité, tel que la rentabilité et l'efficacité comparative des médicaments. En plus, elle est responsable du maintien des prix des médicaments à un niveau abordable.

## Histoire
Le prédécesseur de l'AMC, l'Agence canadienne des médicaments et des technologies de la santé (ACMTS), a été créé en 1989 par le gouvernement fédéral en partenariat avec les provinces et les territoires,,. La portée limitée de l'ACMTS, qui se concentrait principalement sur l'expertise technique, s'est avérée inefficace pour gérer les problèmes d'infrastructures inadéquates, de « faible rendement des investissements », de dédoublements de ressources et surtout de « fragmentation » dans le système pharmaceutique du Canada.
Dans le cadre d'un effort visant à résoudre ces problèmes et à améliorer la coordination, par exemple en normalisant la collecte de données pharmaceutiques, le gouvernement fédéral a créé le Bureau de transition vers une Agence canadienne des médicaments en 2021. Son mandat était de faciliter la transition de l'ACMTS vers une nouvelle organisation, l'AMC, qui assumerait et développerait davantage le mandat et les fonctions existants de l'ACMTS,. Cette même année, le bureau de transition entame des consultations avec des diverses parties prenantes, notamment les professionnels de la santé, les assureurs privés, les institutions médicales, les universités et les organismes de recherche. La participation des provinces et des territoires est cruciale, car certaines responsabilités envisagées pour la future AMC se trouvent déjà dans le champ de compétence des associations régionales. C'est notamment le cas au Québec, où l'Institut national d'excellence en santé et en services sociaux (INESSS) se charge déjà de l'évaluation holistique des médicaments et où un régime public d'assurance médicaments existe depuis 1997.
Une fois que le travail du bureau de transition aurait été terminé, l'ACMTS est officiellement devenue l'AMC le 1er mai 2024,, le gouvernement fédéral ayant octroyé 89,5 millions de dollars au cours des cinq prochaines années pour poursuivre son développement. En ce faisant, le gouvernement fédéral fait les premiers pas vers un programme universel d’assurance médicaments.

## Voir également
- Conseil international d'harmonisation des exigences techniques pour l'enregistrement des médicaments à usage humain (CIH)
- Food and Drug Administration (FDA, États-Unis)
- Agence européenne des médicaments (EMEA, UE)
- Santé Canada